# Agam Montfort
Agam Montfort (hebrejsky: אגם מונפורט, Jezero Montfort) je umělá vodní nádrž v Horní Galileji, v severním Izraeli.
Nachází se v nadmořské výšce cca 440 metrů, v mírně zvlněné krajině na jihovýchodním okraji města Ma'alot-Taršicha a necelý 1 kilometr severozápadně od vesnice Chosen. Je napájena vodním tokem Nachal Peki'in. Dopravní spojení zajišťuje dálnice číslo 89. Jezero má plochu 51 dunamů (5,1 hektaru) a je začleněno do širšího areálu rekreačního parku o ploše 350 dunamů (35 hektarů). Je intenzivně turisticky využíváno.